# Megachile toxopei
Megachile toxopei är en biart som beskrevs av Johann Dietrich Alfken 1926. Megachile toxopei ingår i släktet tapetserarbin, och familjen buksamlarbin. Inga underarter finns listade i Catalogue of Life.